# Sidnei (futebolista)
Sidnei Rechel da Silva Júnior (Alegrete, 23 de agosto de 1989), conhecido como Sidnei, é um futebolista brasileiro. Atua como zagueiro. Atualmente joga pelo monsoon. 

## Carreira
Formado nas categorias de base do Internacional de Porto Alegre, Sidnei teve passagens por diversas seleções de base. Se firmou na zaga do colorado, na partida final do Recopa Sul-Americana 2007, contra o Pachuca do México. Chegou a atuar pelos Campeonatos Brasileiro de 2007 e 2008 e pelo Campeonato Gaúcho 2008, mas não conquistou a titularidade da defesa da equipe gaúcha.
Em julho de 2008, foi negociado com o grupo português de investimentos Gestifute e repassado ao Benfica. Foi emprestado ao Beşiktaş em 2011, ao Espanyol em 2013 e ao Deportivo La Coruña em 2014.
Em 2015 foi comprado pelo Deportivo de La Coruña onde disputou 87 jogos, marcando 2 gols. Após boas temporadas no clube, Sidnei chamou a atenção do Real Betis, e no verão de 2018 foi apresentado como novo reforço do conjunto de Sevilha.
Contratado pelo Cruzeiro em 2022, atuou em somente 2 jogos e por não aceitar a readequação salarial oferecida pelo clube teve o seu contrato rescindido.
Foi anunciado pelo Goiás no dia 25 de março de 2022, e teve seu contrato rescindido após apenas cinco jogos em 5 de julho de 2022.
Em 7 de julho de 2022, Sidnei foi anunciado pelo Las Palmas.

## Títulos
Internacional
- Campeonato Brasileiro Sub-20: 2006
- Recopa Sul-Americana: 2007
- Campeonato Gaúcho: 2008

Benfica
- Taça da Liga: 2008/09, 2009/10
- Campeonato Português: 2009/2010

Seleção Brasileira
- Copa Sendai Sub-18: 2006